# Tónlist
Tónlist.is var Islands officiella histlista för musikförsäljningen. Sidan startade 2003 och stängdes 2019. Den publicerades varje vecka, och bestod av:
- Netlistinn, Islands officiella Top 30-singellista, baserad på försäljningar och speltid i radio. En längre lista sammanställs, men bara Top 30 publiceras för allmänheten. Listan har funnits sedan vecka 40 startåret 2004.
- Plötulistinn, Islands officiella Top 20-lista för album, enbart baserad på försäljningar.

Båda listorna omfattade såväl isländsk som utländsk musik.